# 比田井天来
比田井天来（ひだい てんらい、1872年3月2日（明治5年1月23日） - 1939年1月4日）は、日本の書道家。「現代書道の父」と呼ばれる。本名・鴻。雅号は天来、別号に画沙（かくさ）、大朴（たいぼく）、象之（ぞうし）、淳風（じゅんぷう）も用いる。

## 人物
長野県北佐久郡片倉村（現・佐久市）生まれ。幼名は常太郎。古碑法帖を多角的に研究し、古典臨書の新分野を開拓し、その集大成として『学書筌蹄』がある。俯仰法の解明をし、剛毛筆を使用して古典を分解再構築し、新しい造形世界を展開したその活動は、近代日本の書道界において新境地であったとされる。また、仁和寺伝来の三十帖冊子の橘逸勢筆の部分を看破したことでも有名である。

## 略歴
- 1887年 協和小学校を卒業。
- 1892年 上京。小石川哲学館で漢学を学び、日下部鳴鶴に師事。
- 1898年 漢学私塾二松學舍（現二松學舍大学）に転学し三島中洲に漢籍、金石文を学ぶ。
- 1900年 鴻と改名。
- 1901年 田中元子（のちの小琴）と結婚。東京陸軍地方幼年学校習字科教授嘱託
- 1902年 私塾を開く。
- 1914年 鳴鶴の「書勢」の経営を引き継ぐ。
- 1915年 東京高等師範学校習字科講師。
- 1916年 - 1919年 内閣教育検定委員会臨時委員。
- 1926年 朝鮮遊歴。
- 1927年 書学院を創設。
- 1932年 東京美術学校講師。
- 1933年 神奈川師範学校講師。
- 1935年 台湾遊歴。
- 1937年 大日本書道院創立、帝国芸術院会員に尾上柴舟とともに推挙。
- 1939年 没。法号、書学院殿大誉万象居士。

## 家族
家族はほとんど書道や絵画の芸術に携わっている。
- 妻：比田井小琴…書家。
- 次男：比田井南谷…書家。
- 三男：比田井洵…陶芸家、フルート奏者。
- 長女：比田井抱琴…書家。
- 次女：東山紗智子…洋画家。

## 主な門下生
- 石峯 高鳳柱
- 金子鷗亭
- 手島右卿
- 徳野大空
- 上田桑鳩
- 武士桑風
- 桑原翠邦
- 石橋犀水

## 軌跡

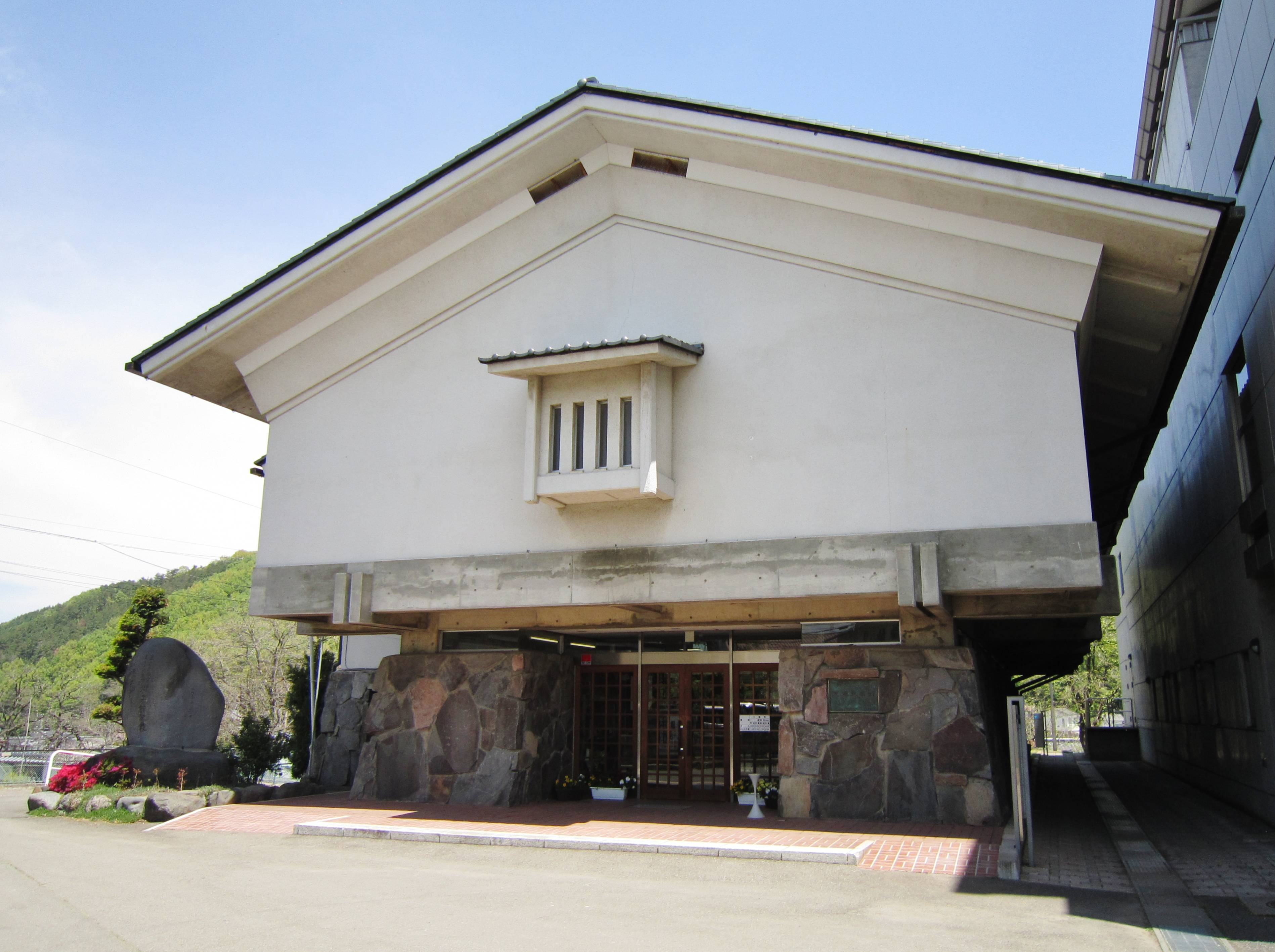
天来記念館

生地の佐久市望月には、天来ゆかりの場所として、1975年に日本初の書道専門美術館として会館した「佐久市立天来記念館」や、天来の生家の裏山に建設された「天来自然公園」がある。
天来自然公園には、天来や妻・小琴、子息・南谷をはじめとして、その他門下生の作品の碑が立ち並んでいる。
石碑も多くを手がけ、現在全国に35基程を確認できる。

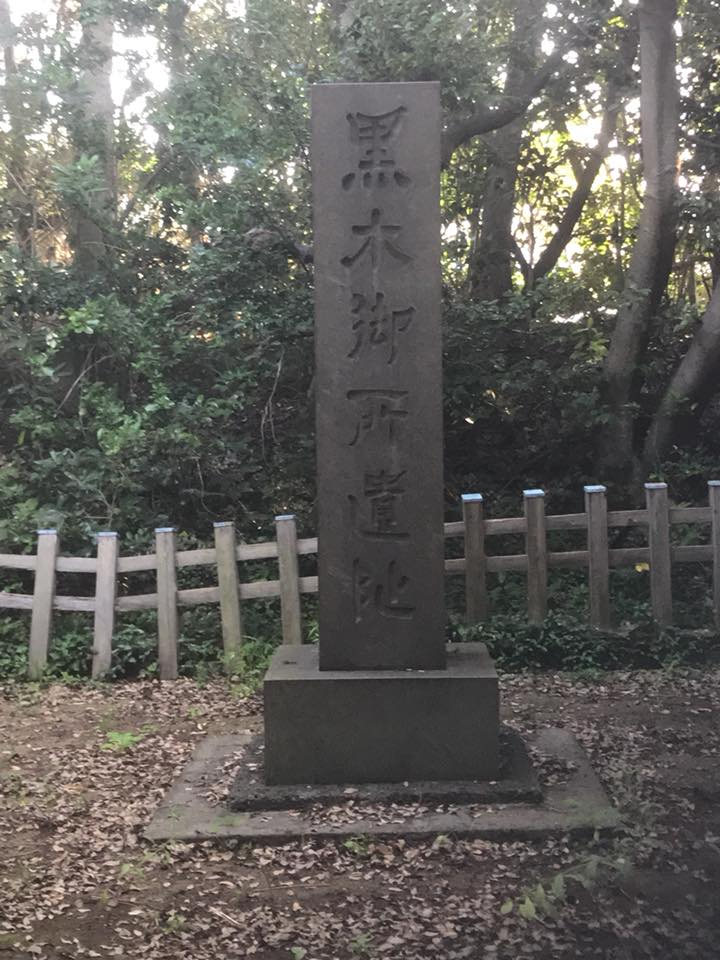
隠岐諸島の西ノ島にある黒木御所跡（後醍醐天皇配流の地と伝承）の碑。揮毫は比田井天来。